# Euphorbia flanaganii
Euphorbia flanaganii es una especie fanerógama perteneciente a la familia de las euforbiáceas. Es nativa de Sudáfrica en la Provincia del Cabo.

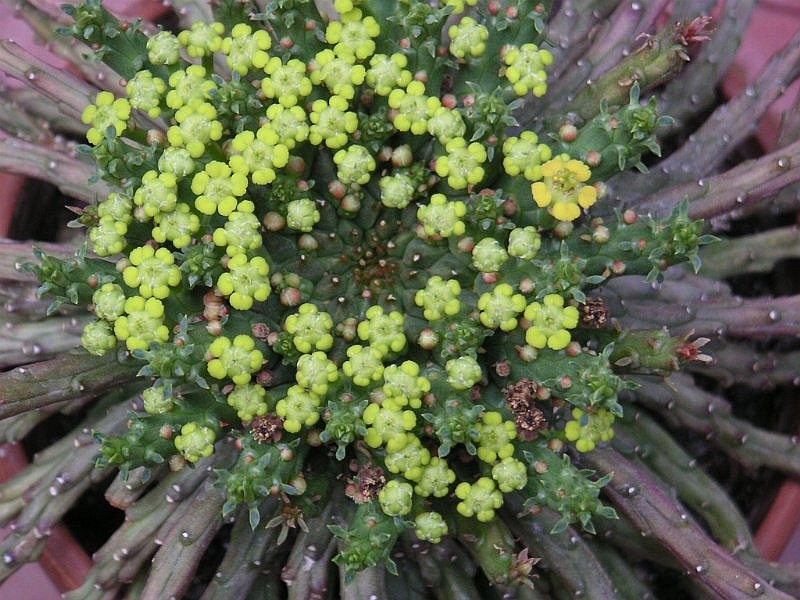
Inflorescencia

## Descripción
Es una aglomeración de plantas suculentas y espinosas con inflorescencia en ciatio. Arbusto enano, con un tamaño de 0,02 a 0,05 m de altura que se encuentra a una altitud de  30 - 185 metros.

## Taxonomía
Euphorbia flanaganii fue descrita por Nicholas Edward Brown y publicado en Flora Capensis 5(2): 314. 1915.
Etimología
Euphorbia: nombre genérico que deriva del médico griego del rey Juba II de Mauritania (52 a 50 a. C. - 23), Euphorbus, en su honor – o en alusión a su gran vientre –  ya que usaba médicamente Euphorbia resinifera. En 1753 Carlos Linneo asignó el nombre a todo el género.
flanaganii: epíteto otorgado en honor del citricultor sudafricano Henry G. Flanagan (1861 - 1919).